# Chrysallida eximia
Chrysallida eximia is een slakkensoort uit de familie van de Pyramidellidae. De wetenschappelijke naam van de soort is voor het eerst geldig gepubliceerd in 1849 door Jeffreys.